# Louis Pirroni
Pour les articles homonymes, voir Pirroni.
Louis Pirroni ou Pironi est un footballeur français né le 6 novembre 1924 à Marseille (Bouches-du-Rhône). 
Il joue comme arrière-central, principalement à l'AS Monaco. Il entraine à trois reprises le club de la principauté.

## Carrière de joueur
- 1946 :  OGC Nice
- 1946-1947 :  Stade français
- 1947-1950 :  FC Sochaux
- 1950- nov. 1952 :  SO Montpellier
- nov. 1952-1962 :  AS Monaco[1]

## Carrière d'entraîneur
- janvier- juin 1958 :  AS Monaco (entraîneur-joueur)
- janvier 1965-1966 :  AS Monaco
- janvier- juin 1969 :  AS Monaco

## Palmarès
- Vice-Champion de France D2 en 1953 avec l'AS Monaco